# Euphorbia attastoma
Euphorbia attastoma es una especie fanerógama perteneciente a la familia Euphorbiaceae. Es endémica de Brasil en Minas Gerais.

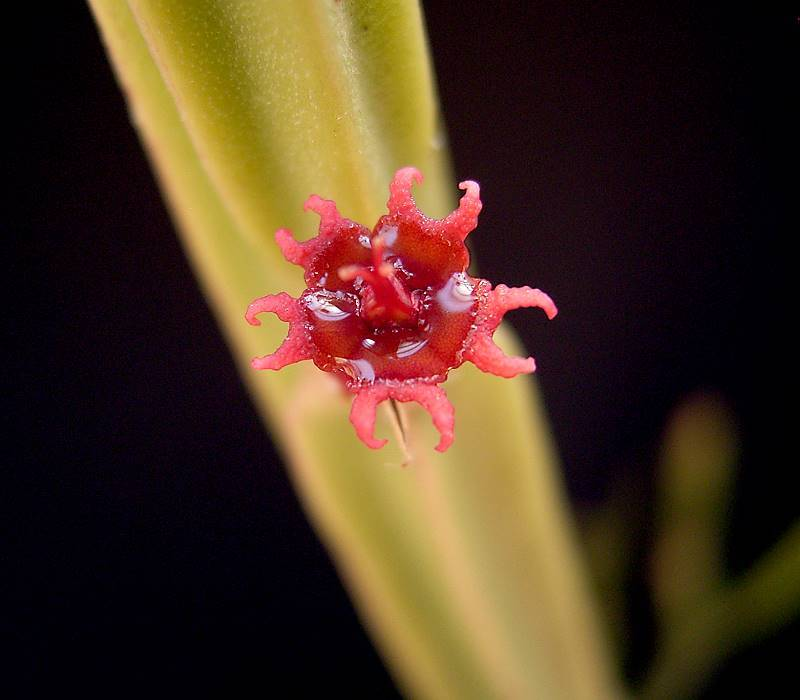
Ciato

## Descripción
Es un planta suculenta que tiene las flores rojas.

## Taxonomía
Euphorbia attastoma fue descrito por Carlos Toledo Rizzini y publicado en Revista Brasileira de Biologia 49: 987. 1989[1990].
Etimología
Euphorbia: nombre genérico que deriva del médico griego del rey Juba II de Mauritania (52 a 50 a. C. - 23), Euphorbus, en su honor – o en alusión a su gran vientre – ya que usaba médicamente Euphorbia resinifera. En 1753 Carlos Linneo asignó el nombre a todo el género.
attastoma: epíteto
Variedades
- Euphorbia attastoma var. attastoma
- Euphorbia attastoma var. xanthochlora Rizzini